# Bretagne-de-Marsan
Bretagne-de-Marsan – miejscowość i gmina we Francji, w regionie Nowa Akwitania, w departamencie Landy.
Według danych na rok 1990 gminę zamieszkiwały 834 osoby, a gęstość zaludnienia wynosiła 65 osób/km² (wśród 2290 gmin Akwitanii Bretagne-de-Marsan plasuje się na 500. miejscu pod względem liczby ludności, natomiast pod względem powierzchni na miejscu 888.).